# Hirundo nigrorufa
Hirundo nigrorufa е вид птица от семейство Лястовицови (Hirundinidae).

## Разпространение
Видът е разпространен в Ангола, Замбия и Демократична република Конго.